# Silene damboldtiana
Silene damboldtiana là loài thực vật có hoa thuộc họ Cẩm chướng. Loài này được Greuter & Melzh. miêu tả khoa học đầu tiên năm 1979.